# Комиссия ООН по военным преступлениям
Комиссия Объединенных Наций по военным преступлениям (англ. United Nations War Crimes Commission, UNWCC) — комиссия ООН, созданная в годы Второй мировой войны, в октябре 1943 года, и первоначально называвшаяся «Комиссией Организации Объединенных Наций по расследованию военных преступлений». Размещалась в Лондоне и занималась расследование предполагаемых военных преступлениях, совершенных в нацистской Германии и других державах Оси. Просуществовала до 1948 года.

## История
Первый проект международного органа, нацеленного на фактическое расследование военных преступлений был представлен американским министром Гарри Гопкинсом в июне 1942 года. 20 октября 1943 году в Лондоне из представителей 17-ти государств была создана «Комиссия Организации Объединённых Наций по военным преступлениям» (UNWCC), начавшая сбор и сопоставление информации о самих военных преступлениях и их участниках: создание комиссии заняло полтора года, поскольку британский МИД опасался, что перспектива послевоенного преследования преступников усилит репрессии против британских военнопленных. Первоначальный план предполагал, что помимо центра в Лондоне у комиссии будут отделения в Чунцине, Вашингтоне и Москве.
Однако СССР не вошёл в состав UNWCC, поскольку советская сторона потребовала, чтобы семь советских республик, включая Латвийскую, Эстонскую и Литовскую ССР, получили отдельное представительство — таким образом советской правительство надеялось усилить международное признание своего контроля над Прибалтикой. В связи с членством в UNWCC советские власти даже обсуждали возможность наделения республик СССР правом вступать в международные отношения — по аналогии с британскими доминионами. Представители Всемирного еврейского конгресса (WJC) также пытались получить место в комиссии, но их просьба была отклонена.
UNWCC, секретариат которой насчитывал всего 5 человек, создала три комитета, ответственных за сбор улик, за методы расследования и за юридические вопросы ответственности военных преступников. Угроза безопасности членов комиссии ограничила возможности UNWCC по контакту с широкой аудиторией и прессой: в частности, был введён запрет на фотосъемку представителей комиссии. Представители разных стран заняли различные позиции по вопросу о методах преследования преступников: страны, наиболее пострадавшие от деятельности национал-социалистических (оккупационных) властей, были готовы «растягивать» закон, чтобы наказать преступников — в то время как представители других государств считали такой подход неприемлемым. UNWCC вступила в непубличной конфликт с американским Госдепартаментом и британским МИДом, опасавшимися независимости в работе комиссии — которую чиновники воспринимали как технический, а не политический орган. Так попытка прямого контакта представителей UNWCC с Главным командованием союзных сил (SHAEF) в мае 1944 года вызвала непонимание у британского секретаря Оливера Харви.
Деятельность комиссии также вызывала критику. Летом 1944 года в прессе появились статьи, предположительно инициированные чехословацким представителем Богуславом Эчером, полагавшим уже имевшееся международное законодательство устаревшим. В статьях говорилось о медлительности и неэффективности деятельности комиссии. Юристы советского МИДа были согласны, заявляя, что комиссия занималась исключительно вопросами «теории права». Британский судья Сесил Хёрст, являвшийся председателем комиссии — преодолев сопротивление Форен-офиса — созвал 30 августа пресс-конференцию, нацеленную на опровержение слухов и утечек. Однако, в секретном меморандуме Хёрста от марта 1944 года говорилось, что комиссия не была способна выполнить возложенную на неё работу. UNWCC могла полагаться только на помощь правительств стран-союзников, но такая помощь не была ей оказана: Хёрст сообщал, что за 4 месяца работы комиссия получила только 70 дел, половина из которых была столь неполной, что являлась юридически бесполезной, а большинство из оставшихся — были тривиальными.
Хёрст видел «лень или некомпетентность» в работе правительств в изгнании, которые «делали громкие заявления», но не предоставляли факты. Отрезанность от мест преступления и отсутствие доступа к документальным доказательствам представлялись позднейшим историкам более реалистичной проблемой. То, что UNWCC «была ограничена своим нынешним кругом ведения» — обычными военными преступлениями отдельных акторов — вызывало разочарование уже у правительств в изгнании. Сам Хёрст полагал, что «преступления против человечности» должны были стать главным приоритетом расследования — наряду с действиями против евреев. Американский член комиссии Герберт Пелл также пытался пролоббировать включение преступлений против граждан Рейха в сферу деятельности комиссии: столкнувшись с сопротивлением американских и британских дипломатов, он использовал представителей Совета по делам беженцев для давления на чиновников — полагавших, что вопрос вообще не входил в сферу международного права. Кроме того, Пелл опасался, что страны Восточной Европы — разочаровавшись в бездействии UNWCC — предпочтут войти в состав альтернативной советской комиссии.
Хёрст выдвинул и радикальное предложение: в ответ на общественный запрос, часто связывавший гестапо с наиболее одиозными деяниями Третьего Рейха, он предложил, что «все члены такого органа как гестапо, должны нести ответственность за действия всех отдельных членов». Несовместимость подобного подхода с ключевым принципом либерального западного права — предполагающего индивидуальную ответственность человека только за свои действия — была очевидна как ряду современников, так и многим позднейшим исследователям (см. коллективная ответственность).
В июле 1944 года в СССР профессор Арон Трайнин опубликовал книгу «Уголовная ответственность гитлеровцев», редактором и автором введения которой выступил Вышинский. В данной работе Трайнин продолжил тему коллективной ответственности соучастников, начатую им в годы Большого террора и Московских процессов — дополнив её вопросом о применимости данной концепции к международному праву. Идеи Трайнина, переведённые в 1945 году на английский и французский языки, получили распространение: сначала в левых англоязычных изданиях, а затем и в дискуссиях членов UNWCC.
Несмотря на критику, британское правительство не предприняло существенных шагов для внесения изменений в задачи UNWCC: в британском кабинете министров сосуществовали незаинтересованность в работе комиссии и явное недоверие к самим сообщениям о зверствах, происходивших в Третьем Рейхе. К концу года Хёрст написал лорду-канцлеру Джону Саймону о своих «сомнениях» в искренности приверженности правительства Его Величества своим публичным заверениям — подчеркнув, что британский МИД не реагировал на рекомендации комиссии. В ответ министр Энтони Иден написал развёрнутое письмо самому Хёрсту, в котором категорически отрицал любые обвинения в пренебрежении министерства к деятельности UNWCC: министр предложил дополнительный персонал и расширенное финансирование. Несмотря на письмо Идена, Хёрста покинул пост председателя 3 января 1945 года — формально мотивировав это медицинскими причинами, но в личной переписке указав, что потерял надежду на прогресс в работе комиссии. Через несколько дней правительство Норвегии отозвало из UNWCC своего представителя — посла Эрика Колбана — что вызвало замешательство в Лондоне.

## Итоги деятельности
UNWCC продолжила собирать улики и имена подозреваемых под руководством нового главы, судьи Роберта Райта: за 4,5 года своего существования комиссии составила 8178 дел, включавших имена 36 529 подозреваемых, из которых 34 270 были гражданами Германии.